# Constance Wachtmeister
Constance Georgina Louise Wachtmeister (Florence, 28 maart 1838 - Los Angeles, 24 september 1910) was een vooraanstaand theosoof en naaste vriendin van Helena Petrovna Blavatsky.
Haar vader was de Franse Marquis de Bourbel de Montpincon en haar moeder Constance Bulkley was Engels. Ze verloor haar ouders op jonge leeftijd en groeide op bij haar tante Bulkley in Engeland. Ze trouwde in 1863 met haar neef graaf Wachtmeister en ze kregen 2 april 1865 een zoon, Axel Raoul. Axel Raoul zou later musicus worden. In 1866 verhuisde het gezin naar Stockholm, waar de graaf in 1868 tot minister van Buitenlandse Zaken werd benoemd. Hij stierf in 1871.
In 1879 deed Constance onderzoek naar spiritisme. Ze werd 24 november 1880 lid van de Theosophical Society in Lund in Zweden en in 1881 van de London Lodge. Bij de Sinnets thuis ontmoette Constance in 1884 Helena Blavatsky. Toen Blavatsky in 1885 naar Würzburg kwam ging Constance bij haar wonen om haar te ondersteunen bij het schrijven van De Geheime Leer. Ze volgde Blavatsky later naar Oostende en Londen. In 1890 werd ze lid van de Inner Group van de Blavatsky Lodge. Blavatsky overleed in 1891.
In 1893 reisden Annie Besant en Constance naar India en in 1894 gaf ze een lezing in New York over theosofie. Ze maakte in 1896 een tour door de Verenigde staten en Australië om lezingen te geven en verhuisde ten slotte naar Californië, waar ze overleed.

## Werken
- Reminiscences to H.P.Blavatsky